# Companyia de teatre

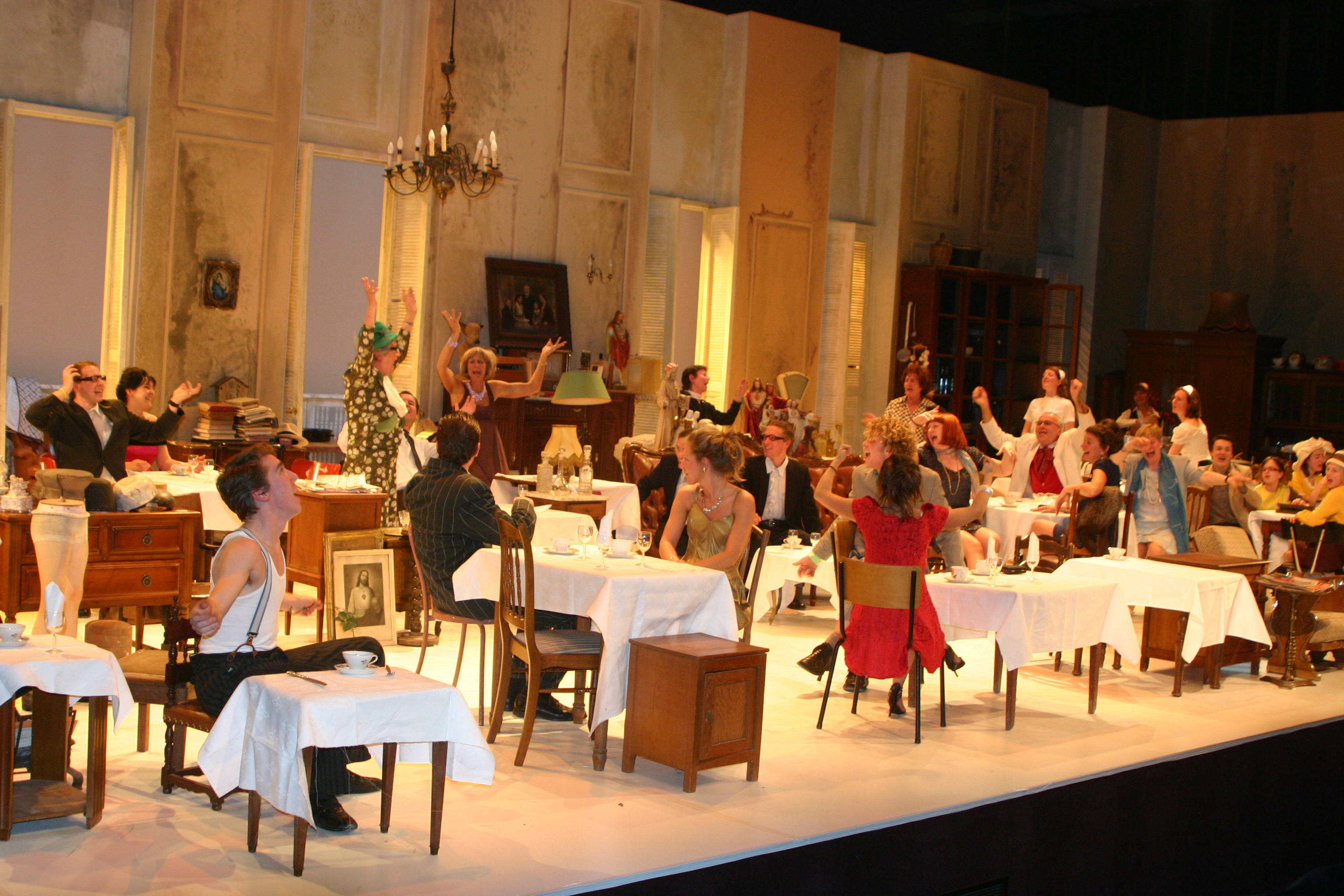
Companyia de teatre flamenca Toneelkring Sint Rembert.

Una companyia de teatre és un grup de persones que es dedica professionalment al teatre. El teatre català compta amb professionals de l'escena des del darrer terç del segle xix. Aquesta tradició tan sols es va interrompre en el període de postguerra. Als anys setanta i vuitanta del segle xx, van sorgir noves companyies que encara avui alimenten el teatre.

## Història de les companyies de teatre a Catalunya

### Les primeres companyies
L'arrencada de les representacions de teatre català de manera regular i amb unes companyies professionals més o menys estables està íntimament lligada a la creació i desenvolupament del Teatre Romea. Inaugurat el 1863, com a alternativa als dos grans teatres burgesos de la ciutat, el Principal i el Liceu, el Romea va acollir Frederic Soler, el primer gran autor teatral català de masses.
El primer escenari on Soler va representar obres va ser el Teatre Odeon. Aquest autor teatral monopolitzava les funcions del teatre català a Barcelona des que el 1864 havia estrenat L'esquella de la torratxa i havia fundat la societat La Gata. Ara bé, l'èxit creixent de les obres de Soler i el pas d'aquest, el 1866, de les obres paròdiques al drama romàntic, van precipitar-ne l'arribada al Romea, un local amb millors condicions que l'anterior. A més, Soler va entrar a formar part de l'empresa com a soci capitalista i va ser nomenat director artístic de la societat.
Amb la presència de Soler, i altres autors afins com Eduard Vidal i Valenciano o Conrad Roure, el Romea s'havia de consolidar com el coliseu per excel·lència del teatre català al llarg del darrer terç del segle xix, una fama que es va perllongar fins més enllà d'aquest període. Aquest fet va provocar que tot un estol d'actors, que abans havien exercit a temps parcial o com a aficionats –alguns havien acompanyat Soler en la seva etapa a l'Odeon–, entressin a formar part de l'empresa del Romea, el Teatre Català, i es professionalitzessin. Va ser la consolidació d'actors com Iscle Soler, Lleó Fontova, Francisca Soler o Carlota de Mena. Tots ells esdevindrien autèntics mites populars.
La llista d'actors i d'actrius que van passar per aquesta companyia és interminable. Entre molts altres, destaquen Ermengol Goula, Anna Monner o Maria Morera. La companyia va imposar unes pautes interpretatives molt clares derivades de l'estètica de Soler. A grans trets, va triomfar un estricte naturalisme amb una certa tendència a l'histrionisme. Aquests estereotips van gaudir d'una gran acceptació entre el públic i, a llarg termini, esdevindrien un tret d'identitat del Romea. No obstant això, condicionarien una inèrcia molt conservadora i immobilista.
La situació al Romea es va mantenir estable fins al 1890. Aquell any, el teatre va viure una profunda crisi per la polèmica desfermada arran d'unes acusacions de plagi creuades entre Soler i Guimerà. Aquest fet, sumat a la profunda crisi creativa que passava Soler, va precipitar la sortida de la companyia de Lleó Fontova, seguida de la d'Ermengol Goula, Teodor Bonaplata, Carme Parrenyo i altres.

### Teatre Novetats
El refugi d'aquests actors va ser l'empresa de Salvador Mir al Teatre Novetats. La fundació d'aquesta nova empresa va respondre a la necessitat de trencar el monopoli que havien exercit Soler i el Romea durant més de vint anys. El projecte es va aglutinar entorn de la figura de Guimerà, un fet que escenificava l'oposició a l'antic ordre i el triomf d'una nova sensibilitat. La direcció artística de la companyia va anar a càrrec de l'escenògraf Soler i Rovirosa i la direcció escènica era d'Antoni Tutau. Durant cinc temporades hi va haver teatre català al Novetats. Ara bé, una mala gestió econòmica va fer que l'empresa hagués de plegar i Mir va acabar arruïnat.
El final de l'empresa i de la companyia del Novetats el 1895 va coincidir amb la mort de Frederic Soler. Aquest fet va determinar la progressiva degradació del teatre català a l'escenari del Romea, amb una programació cada vegada més pobra i un desinterès empresarial creixent pel tema, fins al punt que la temporada següent va ser acomiadada pràcticament tota la companyia. Els actors van trobar aixopluc al Teatre Principal, aleshores sota la direcció d'Antoni Tutau. Fins a l'arribada al Romea de la generació modernista, coincidint amb el canvi de segle i representada per Ignasi Iglésias, Santiago Rusiñol o Jaume Brossa, no hi va haver símptomes clars de recuperació. Ara bé, aquesta recuperació va ser efímera, ja que al començament de la dècada següent el Romea es va abonar decididament una altra vegada al teatre en castellà.

### Sindicat d'Autors Dramàtics Catalans
El responsable d'aquest tomb, l'empresari Ramon Franqueza, va veure com una bona part dels autors catalans s'unien al Sindicat d'Autors Dramàtics Catalans, per fer front a aquesta política de marginació de la producció autòctona, i constituïen el Teatre Català. Tot i les bones intencions, però, el projecte no va quallar per la manca de cohesió del sector. Al marge del Romea, en aquesta època les companyies de teatre català van ser molt modestes i força inestables, lluny de l'empara dels grans teatres. Normalment van estar vinculades a projectes personals, com és el cas del Teatre Íntim d'Adrià Gual. En canvi, en el món de les societats, el teatre català va sobreviure amb molt bona salut. Durant aquests anys, espais com l'Ateneu Obrer del districte II o el CADCI van tenir un elenc amateur propi i una programació estable.

### El Paral·lel
Un altre món a part és el Paral·lel. El teatre català va entrar a aquesta artèria barcelonina la primera dècada del segle XX amb gèneres aleshores considerats menors com l'opereta o el vodevil, de la mà d'Andreu Guixer. A Guixer el van seguir personatges tan destacats com Enric Borràs, Margarida Xirgu o la companyia del valencià Joaquim Montero. De fet, tant Borràs com Xirgu van disposar de companyia pròpia la segona i la tercera dècades del segle i es van arribar a fusionar el 1919 i el 1932 per actuar a Madrid.
Tornant de nou al Romea, la situació no va millorar fins al 1917. Aquest any, un grup d'escriptors liderat per Ignasi Iglésias i Josep Pous i Pagès es van plantejar la possibilitat de recuperar el Romea per a l'escena catalana. La primera temporada va ser un fracàs absolut, per la qual cosa va assumir l'empresa Josep Canals. Amb aquest començaria un cicle favorable de quinze anys, primer al Romea (1917-1925) i després al Novetats (1926-1932), caracteritzat per la incorporació de nous autors com Josep Maria de Sagarra i Ferran Soldevila i la recuperació de la sintonia amb el públic.

### La Gran Companyia Catalana
La Gran Companyia Catalana es va constituir amb un elenc de primer nivell, format per actors consolidats, com Maria Morera, Maria Vila, Enric Giménez, Joaquim Montero o Enric Borràs. El bagatge global va ser de més de 250 estrenes d'autors catalans i un total de gairebé cinc-centes obres. Amb aquesta, fins a l'esclat de la Guerra Civil espanyola, hi van conviure la companyia de Josep Santpere i la companyia Vila-Daví, que durant la Guerra Civil van treballar en la companyia oficial del Teatre Català de la Comèdia.

### Postguerra
Després del conflicte, la prohibició de fer teatre en català va suposar que aquest restés reduït a la clandestinitat. Pel que fa als intèrprets professionals, els que no eren a l'exili, com el cas de Margarida Xirgu, es van haver d'adaptar a les noves condicions. Les companyies catalanes es van desmembrar i van donar peu a elencs modestos de teatre castellà, plens de primeres figures d'abans de la guerra.
La represa de les activitats va coincidir amb l'autorització el 1946 de les funcions en català. La primera companyia que va reprendre l'activitat va ser la de Jaume Borràs i Josep Bruguera, a la qual es va sumar la Vila-Daví. Just després, l'empresa Fernàndez-Castanyer, propietària del Romea, va decidir programar el primer cicle retrospectiu complet de teatre català de la postguerra. La companyia aleshores l'encapçalaven Pau Garsaball i Paquita Ferràndiz i hi va debutar una joveníssima Núria Espert. El cicle no va tenir l'èxit esperat i no va ser fins a la temporada 1954-55 que una nova empresa artística del Romea, sota la direcció d'Esteve Polls, va engegar unes sessions mensuals de teatre català de cambra.
El Romea, de bell nou, havia de ser l'encarregat de mantenir la flama viva dins del món de les sales comercials al llarg dels anys cinquanta. Pel que fa als espais alternatius i amateurs, cal destacar l'aparició de l'Agrupació Catalana d'Art Dramàtic (1955), de la companyia de l'Escola d'Art Dramàtic Adrià Gual (1960) o d'Els Joglars (1962).

### Anys 70
A partir dels anys setanta, tota una munió de projectes de companyies alternatives va començar a treure el nas en l'escena catalana. El Festival de Teatre de Sitges i la Fira de Teatre al Carrer de Tàrrega van donar cobertura a companyies com Comediants, La Cubana, Tricicle o La Fura dels Baus.